# Spi-raling Horn
Spi-raling Horn ist ein Musikalbum von Jason Stein, Marilyn Crispell, Damon Smith und Adam Shead. Die am 19. Juni 2023 in den Palisade Studios in Chicago entstandenen Aufnahmen erschienen am 3. Mai 2024 auf den Labels Balance Point Acoustics und Irritable Mystic.

## Hintergrund
Sowohl für Jason Stein (Bassklarinette) als auch für Damon Smith (Bass) war Spi-raling Horn die erste musikalische Begegnung mit der Pianistin Marilyn Crispell. Stein und Smith hatten mit dem Schlagzeuger Adam Shead 2022/23 die Alben Volumes & Surfaces und Hum vorgelegt; mit Adam Shead hatte Stein zuvor die beiden Alben Synaptic Atlas und Full Cycle, Thread New eingespielt. Die Cover-Art von Spi-raling Horn stammt von Cy Twombly.

## Titelliste
- Jason Stein / Marilyn Crispell / Damon Smith / Adam Shead: Spi-raling Horn (Balance Point Acoustics bpaltd20020, Irritable Mystic Records – IMR003)[3]

1. A Song Paid by Singing 11:42
2. A Universe of Otherwise 10:47
3. The Ground Laid Open 7:44
4. Saturant Moon Water 5:29
5. So Close It Cut My Ribs 5:56
6. Back and Back Out 9:27
7. A Rusted Bell's Clank 11:10

Die Kompositionen stammen von Jason Stein, Marilyn Crispell, Damon Smith und Adam Shead.

## Rezeption
Nach Ansicht von Glenn Astarita, der das Album in All About Jazz rezensierte, ist das Album „eine stürmische Reise durch die weiten Landschaften des Jazz, in der die Grenzen zwischen Tradition und Innovation zu einem Kaleidoskop der Ultraschall-Erkundung verschwimmen“. Dieses Album sei nicht nur eine Sammlung von Titeln, sondern „ein klanglicher Kreuzzug“, angeführt von einem Quartett aus Virtuosen, die ihre Instrumente wie Zauberer einsetzen, die Zaubersprüche beschwören. Von Anfang an würden die Zuhörer in eine Welt entführt, in der der Bassklarinetten-Gigant Jason Stein mit der legendären Klavierikone Marilyn Crispell und den außergewöhnlichen Talenten des Bassisten Damon Smith und dem Schlagzeug von Adam Shead in einem Tanz musikalischer Symbiose verflochten sei.
Spi-raling Horn sei ein tiefgründiges Zusammentreffen kreativer Musiker aus verschiedenen Städten und zeige nicht nur die geballten Improvisationsfähigkeiten des einzigen Bläsers – den Chicagoer Bassklarinettisten Jason Stein –, sondern auch die zufällige Integration von Improvisatoren, die zuvor noch nicht zusammen aufgenommen hatten, meint Ken Wxman (JazzWord). Dieses erste Quartetttreffen war spontan und eindrucksvoll zugleich.
Die gemeinsame Leidenschaft des Bassisten Damon Smith (Leiter von Balance Point Acoustics) und der Pianistin Marilyn Crispell für Cy Twomblys Kunst ist die Hauptmotivation für die Studioaufnahmen, die in ihrer unbearbeiteten Gesamtheit auf dieser CD zu hören sind., schrieb Massimo Ricci (Squid's Ear). Wie bei den meisten Aufnahmen dieses Labels würde die Mischung unterschiedlicher kreativer Hintergründe und Charaktere zu einer Musik ohne kommerzielle Kompromisse und ohne Belastung durch stilistische Affektiertheit führen. Vor allem zeichne sich das Zusammenspiel durch komplexe Parallelismen und spontane Untergliederungen in kleinere Gruppierungen aus, die zu einer besseren Verständlichkeit des Ganzen beitrügen. Es kann von Vorteil sein, das Album jedes Mal aus der Perspektive eines einzelnen Instrumentalisten zu studieren. Durch diesen Ansatz lasse sich etwa erkennen, wie die häufig ununterbrochenen Strömungen von Steins Bassklarinette eine Reihe komplizierter Nahtlinien innerhalb sich ständig weiterentwickelnder kontrapunktischer Formen darstellen. Letztere würden durch Crispells Piano erweitert und gekürzt, die, wie es für ihr Idiom charakteristisch sei, in der Lage ist, rhythmische Flexibilität und ein ausgeprägtes dissonantes Temperament mit einer ungewöhnlichen lyrischen Qualität zu verbinden.
Das Album gelangte im Juli 2024 auf #29 bei dem von Tom Hull erhobenen Mid-Year Jazz Critics Poll.